# James du Preez
Robert James du Preez (Potchefstroom, 19 de julio de 1963) es un entrenador y ex–jugador sudafricano de rugby que se desempeñaba como medio scrum. Representó a los Springboks de 1992 a 1993 y entrena a los Sharks del Super Rugby.

## Carrera
Du Preez empezó su carrera en la Currie Cup con los Leopardos. Él luego se mudó a los Blue Bulls, donde integró la bisagra con Naas Botha. Finalmente terminó su carrera en los Natal Sharks.
En Sudáfrica fue nominado Mejor Jugador Joven del Año en 1987 y Mejor Jugador del Año en 1989 y 1990.

### Entrenador
Inició entrenando al equipo de la Universidad de Pretoria en 2011, para luego ser contratado por los Leopardos en 2014 y finalmente regresar a Durban para dirigir a los Natal Sharks y su franquicia del Super Rugby: los Sharks.

## Selección nacional
John Williams lo convocó a los Springboks para disputar el Test match del Regreso y debutó como titular.
Su último partido fue contra los Wallabies en agosto de 1993. En total jugó 7 partidos y no marcó puntos.

## Familia
Du Preez es padre de Robert du Preez un también jugador de rugby que jugó para Western Province, los Baby Boks en el Mundial de Francia 2013 y es considerado una promesa del rugby sudafricano.
James además tiene dos hijos gemelos más jóvenes: Dan du Preez y Jean-Luc du Preez, ambos también representaron a la selección juvenil y participaron del Mundial de Nueva Zelanda 2014. Sus tres hijos juegan actualmente en los Sharks.